# Atyria attenuata
Atyria attenuata là một loài bướm đêm trong họ Geometridae.